# Angelaschule (Osnabrück)

Angela Merici im Park der Angelaschule Osnabrück

Die Angelaschule in Osnabrück-Haste ist ein staatlich anerkanntes koedukatives, privates, christliches Gymnasium in freier Trägerschaft der Schulstiftung im Bistum Osnabrück.
Sie wurde im Jahre 1903 als katholische Frauen- und Mädchenschule von Schwestern des Ursulinenordens gegründet, in deren Trägerschaft sie sich bis 1992 befand. Die Schule war eine der ersten Frauenoberschulen Deutschlands. Sie wurde nach Angela Merici, der Gründerin der Ursulinen, benannt.

## Geschichte

### Das Kloster St. Angela

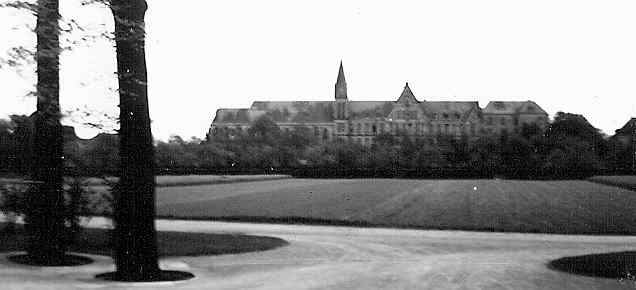
Die Angelaschule mit Klausurgebäude und Kapelle bis zum Brand 1962

St. Angela wurde 1903 im historisierenden neugotischen Stil nach Plänen des Diözesanbaumeisters Alexander Behnes als Mutterhaus der Ursulinen mit Klausurgebäude, Kapelle, Nonnengarten, Friedhof und Park, sowie einer angegliederten Mädchenschule mit Internat im Nettetal bei Haste erbaut. Das Mutterhaus wurde am 15. August 1903 eingeweiht. Diesem Mutterhaus wurden noch im selben Jahr die bereits bestehenden Niederlassungen der Ursulinen in Osnabrück (Ursulaschule), Hamburg (1900–1952, die spätere Sophie-Barat-Schule) und Eutin (1887–1962)
unterstellt. Klostervorsteherin war eine Ehrwürdige Mutter, die im Rang einer Äbtissin stand. Ihr unterstanden die Oberinnen der Filialen und die Oberin (Priorin) des Mutterhauses. Die Ursulinen von St. Angela, die mit Mater (=Mutter) angeredet wurden, lebten damals noch in Klausur, und die Profess der Novizinnen wurde vor dem Osnabrücker Bischof abgelegt.
1924/25 wurde das Kloster um einen Hühnerhof mit Geflügelhaus erweitert.
Die 1904 geweihte Klosterkirche wurde bis zum Bau der Christus-König-Kirche 1934 faktisch als Pfarrkirche durch die Haster Katholiken genutzt. Sie verfügte zunächst über eine auf F gestimmte Glocke, die sogenannte St. Ursulaglocke, die am 10. August 1903 geweiht wurde. Im Sommer 1926 kamen die größere auf Es gestimmte St. Angelaglocke und die große auf C gestimmte Marienglocke hinzu. Beide Glocken wurden im Juli 1926 in Gescher gegossen.

“Opera mea regi”

„Mein Werk dem König!“

“Dignare me laudare te Virgo sacrata
Da mihi virtutem contra hostes tuos.”

„Würdige mich dich zu loben, o hl. Jungfrau
Und schütze mich gegen Deine Feinde!“

### Die historische Schule
Nach dem Klosterneubau 1903 wurde in St. Angela in Kooperation mit der Ursulaschule zunächst nur eine Haushaltungsschule eingerichtet. Mit der Reform der Mädchenbildung im Jahre 1908 erhielt die Frauenschule St. Angela im Jahre 1910 die staatliche Anerkennung als Lyzeum mit dem Abschluss der Sekundarreife. 1911 wurde das Lyzeum um ein weiterbildendes ein- bis zweijähriges Oberlyzeum aufgestockt. Damit war die Angelaschule bereits im Jahre 1911 eine Vorläuferin der Frauenoberschulen.
Die in Osnabrück gelegene, verwaltungsmäßig dem Mutterhaus in Haste unterstellte Ursulaschule dagegen wurde 1912 eine „Realgymnasiale Studienanstalt“ und war zunächst die einzige Osnabrücker Schule, an der Mädchen das Abitur machen konnten. Um eine fachgerechte Ausbildung zu gewährleisten, wurden einige Nonnen zum Studium an die Universität Münster geschickt. In der Zeit von 1922 bis 1929 wurden an der Angelaschule zusätzlich Lehrgänge für technische Lehrerinnen in Hauswirtschaft und Nadelarbeit angeboten.
Im Jahre 1929 eröffnete die Angelaschule als eine der ersten deutschen Schulen eine Frauenoberschule, in der neben naturwissenschaftlichen auch hauswirtschaftliche Fächer gelehrt und Praktika angeboten wurden. Das Werkabitur nach der 13. Klasse berechtigte zum Besuch von Fachhochschulen und wurde in der Zeit des Nationalsozialismus im Jahre 1938 dem Abitur gleichgestellt.
Am 19. Oktober 1939 erfolgte der Befehl, die Schule ab Ostern 1940 zu schließen. Nach einem Aufschub bis Ostern 1941 wurden alle noch vorhandenen Mädchenklassen in öffentliche Schulen überführt, nachdem die letzten Primanerinnen in St. Angela das Abitur abgelegt hatten. Nach der Beschlagnahmung des Klosters durch die Gestapo und der Übergabe an die Wehrmacht wurde die Ursulaschule ein Sanitätspark und St. Angela ein Lazarett. Nur 35 Schwestern durften bleiben. Nach Kriegsende wurde in St. Angela zunächst ein städtisches Krankenhaus eingerichtet. Gleichzeitig eröffneten die Nonnen einen Kindergarten.

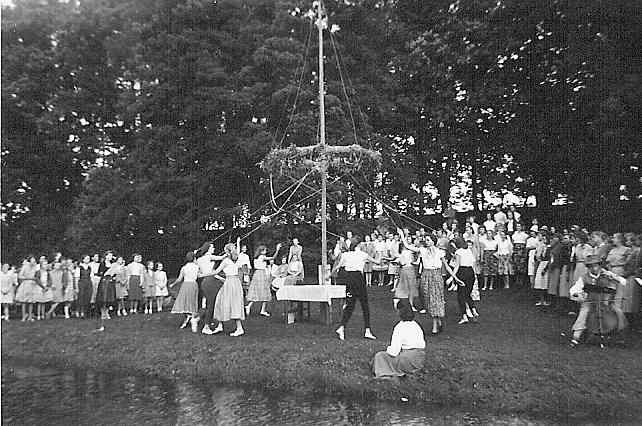
Laienspiel im Park 1957

Ab November 1945 begann wieder der Schulbetrieb, von nun ab als zweigleisiges Gymnasium mit Spezifizierung ab der 11. Klasse in einen hauswirtschaftlichen oder neusprachlichen Zweig. Ein Grund war, dass die Ursulaschule in Osnabrück zerbombt war und bis 1951 in der Angelaschule eine vorläufige Heimat fand. Auch die dem Kloster St. Angela unterstellte Hamburger Ursulinenschule konnte Ostern 1946 wieder den Betrieb aufnehmen, wurde aber 1952 an Schwestern des Sacré-Cœur-Ordens abgetreten.
Nach der Wiedereröffnung der Ursulaschule in Osnabrück blieb die „Angelaschule-Ursulinen“ als „Anerkanntes privates neusprachliches Gymnasium für Mädchen u. Frauenoberschule“ mit internen und externen Schülerinnen bestehen. In der Angelaschule unterrichteten neben den Nonnen auch weltliche, meist weibliche Lehrkräfte.
In den Osterferien des Jahres 1962 brannten in der Nacht vom 23. auf den 24. März das Klausurgebäude, die Schule und ein Großteil des Internats ab. Mit 14-tägiger Verzögerung wurde der Schulbetrieb nach den Osterferien wieder aufgenommen, zunächst im Schichtunterricht in der Ursulaschule. Für ungefähr 40 Schwestern und 116 interne Schülerinnen wurde Platz in den verschont gebliebenen Gebäudeteilen der Angelaschule und einigen separaten Nebengebäuden geschaffen. Schon einen Monat später begann der Wiederaufbau, sodass ab dem Herbst 1962 wieder ein zunächst noch improvisierter Schulbetrieb in der Angelaschule möglich war.
Im Jahre 1978 erfolgte die Übergabe in Bischöfliche Trägerschaft, wonach die meisten Ordenslehrkräfte ausgetauscht wurden. Die katholische Mädchenschule wurde in eine koedukative christliche Schule umgewandelt, die auch evangelischen Schülern geöffnet ist. 1984 machten die ersten jungen Männer an der Angelaschule ihr Abitur. 1987 fand in der Angelaschule ein Teil der Dreharbeiten zum ZDF-Fernsehfilm Der Krähenbaum statt. Der ehemalige Ruderer Peter van Roye war Lehrer an der Schule.
Die Jubiläumsfeier im Jahre 2003 stand unter dem Motto „Miteinander das Leben suchen“.

### Schulleiter(innen)
- 1903–1911: Mater Agnes Kleinberg
- 1911–1914: Mater Pankratia Krawinkel
- 1914–1915: Mater Ligouri Meyer
- 1915–1920: Mater Clementine Brümmer
- 1920–1921: Mater Pankratia Krawinkel
- 1921–1924: Mater Felicitas Schlichting
- 1924–1941: Mater Angelica Schulte

anschließend Schließung der Schule durch das NS-Regime
- 1945–1953: Mater Angelica Schulte
- 1953–1966: Mater Lucia Küster
- 1966–1977: Schwester Catharina Nosthoff
- 1977–1978: Schwester Ignatia Landwehr (kommissarisch)[8]
- 1979–1996: Schwester Tarcisia Lieske
- 1996–1997: Günter Doetsch (kommissarisch)
- 1997–2006: Brigitte Degenhardt
- 2006–2016: Karl Große Kracht
- 2016–2023: Otto von der Heide
- seit 2023: Tobias Stich

## Absolventinnen und Absolventen
- Ursula Pistorius (1933–2015), Politikerin (SPD), Abitur 1952[9]

## Die heutige Angelaschule

### Schulanlage

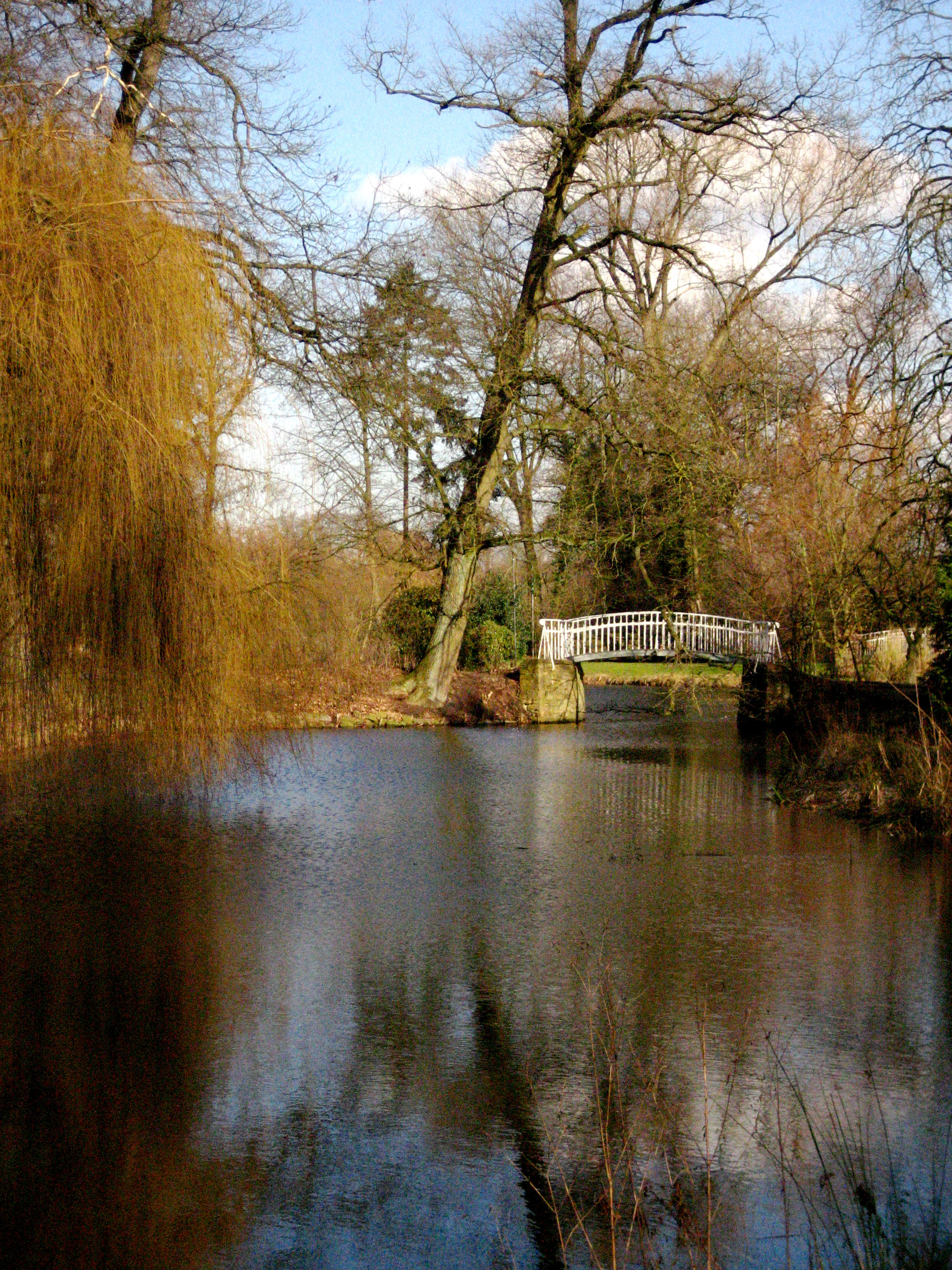
Blick auf den Teich und die Brücke im Park der Angelaschule

Nach dem Brand von 1962 wurde die Angelaschule mehrfach modernisiert und erweitert, unter Einbeziehung der alten Bausubstanz. Durch die Einbettung in den alten Klosterpark ist das Schulgelände nach Angaben der Schule „wohl einmalig“.
Zu den Außenanlagen gehören ein häufig als „malerisch“ beschriebener Park mit einem zentral liegenden Teich, dem Flusslauf der Nette, alten Brücken und Bäumen und dem am 29. August 1903 eingesegneten Klosterfriedhof. Der Teich wurde in der Vergangenheit zum Schlittschuhlaufen genutzt. Am 14. Juni 1929 wurde der Teich abgelassen, um ihn zu entschlammen, das Ufer enger zu gestalten und ihn anschließend wieder zu befüllen. Beim Ablassen konnte festgestellt werden, dass der Teich von Muscheln, Karpfen und Schleien bewohnt wurde. Seit 2006 wurde der Park nach ökologischen Gesichtspunkten umgestaltet.

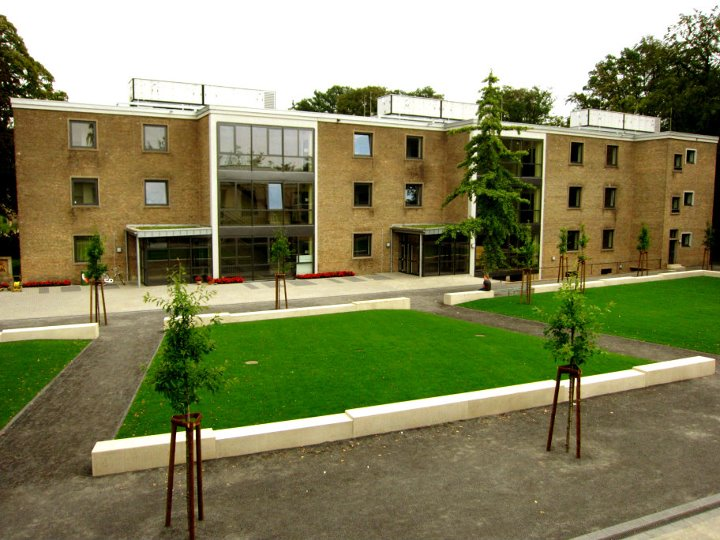
„Campus“ und „Klassentrakt“ der Angelaschule

Zum vielfältigen Angebot für naturnahen Unterricht, Pausen und Freistunden gehören beispielsweise:
- ein „Grünes Klassenzimmer“
- ein Niedrigseilgarten
- ein Barfußpfad
- ein „Labyrinth mit Duft- und Naschpflanzen“, welches im Juli 2014 in festlichem Rahmen durch Bischof Franz-Josef Bode eingeweiht wurde.

Während der Sommerferien 2011 ist auch der Bereich des vorderen Schulhofes umgestaltet worden, sodass er nun mit seinen von Bäumen, kleinen Mauern und Bänken umgebenen Rasenflächen stark an einen Campus erinnert.

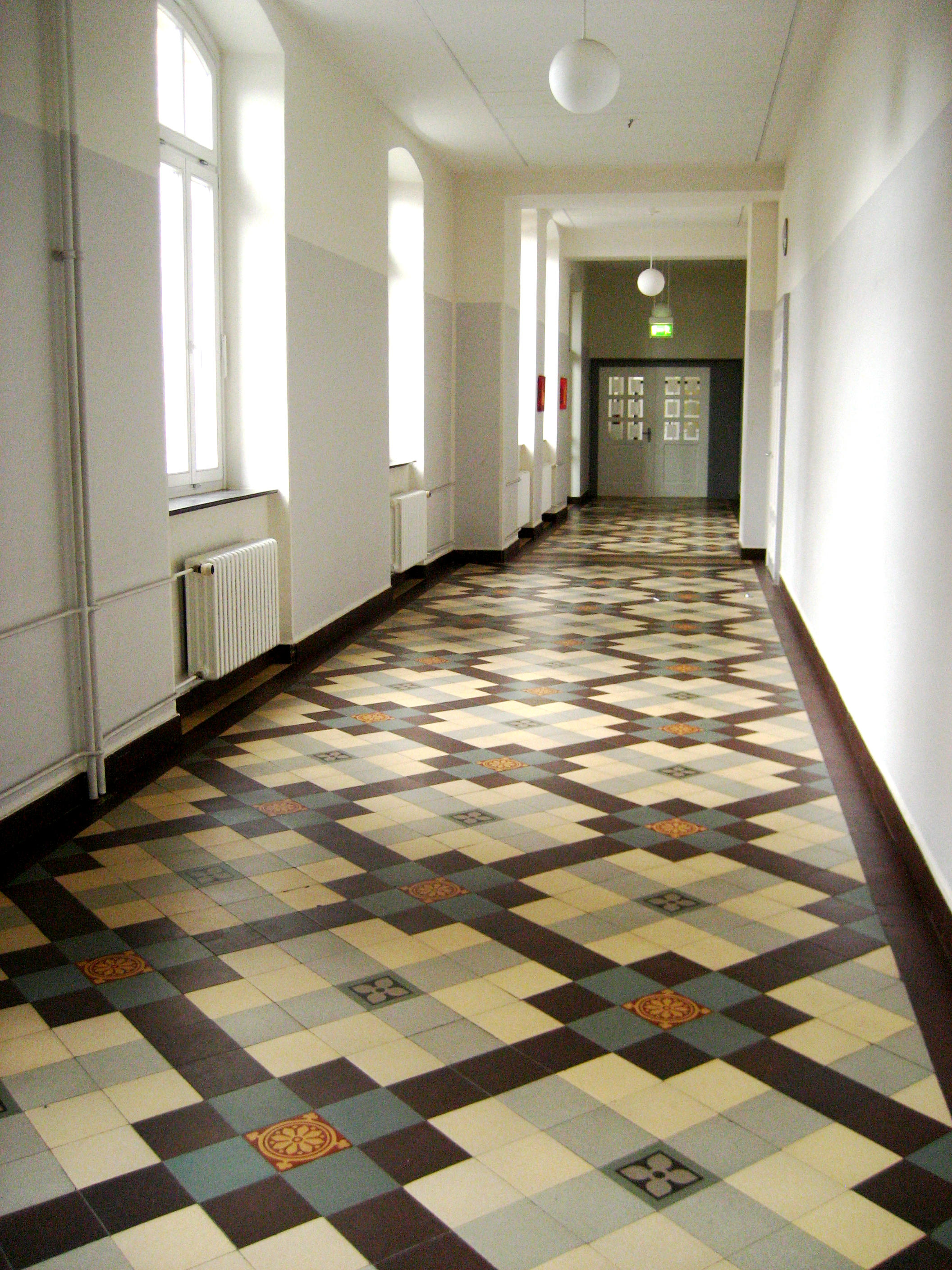
Einer der Gänge im Klostertrakt der Angelaschule

Heute befinden sich auf dem Gelände vier verschiedene Schulgebäude:
- Der Altbau, Klostergebäude genannt (Bibliothek, Klassenräume, Kunst, Erdkunde)
- Das Hauptgebäude, gebaut 1980 (Verwaltung, Pausenhalle, Naturwissenschaften, Informatik und Turnhalle)
- Das Aulagebäude (Aula, Musikräume und Cafeteria)
- Der Klassentrakt (18 Klassenräume, Skikeller, Werkraum)

### Europaschule
Die Angelaschule erhielt im Jahre 2005 als erste Schule des Bistums Osnabrück den Titel Europaschule. Diesem Ruf entsprechend umfasst das Fremdsprachenangebot neben Englisch, Französisch und Latein auch Spanisch. Alle Sprachen können im Abitur als Prüfungsfächer gewählt werden.
Unterstützt wird das Erlernen von Fremdsprachen u. a. durch verschiedene Austauschprogramme an der Angelaschule wie z. B.
- Frankreich (Angers): Collège St. Charles und Lycée Sacré Coeur
- England (King Edward VI School, Retford)
- Tschechien (Pilsen)
- Polen: Landkreis Allenstein (Olsztyn)
- Lima (Miramar)
- USA (Blue Lake Fine Arts Camp)

In der Qualifikationsphase können sich Schüler im Seminarfach Vive le français mit dem Französischunterricht in der Grundschule beschäftigen und praktische Erfahrungen sammeln.

### Stiftungsschule
Seit dem 1. August 2007 hat die Schulstiftung im Bistum Osnabrück die Trägerschaft der Angelaschule und aller anderen Schulen des Bistums Osnabrück übernommen.

### Schulpastoral
Als freie Schule in bischöflicher Trägerschaft macht es sich die Angelaschule zum Auftrag, „junge Menschen aus einer christlichen Grundhaltung heraus zu bilden und zu erziehen“ (Flyer „Schulseelsorge“ der Angelaschule).
Zum Schulseelsorgeprogramm gehören:
- das (Morgen-)Gebet
- Wortgottesdienste
- ökumenische Gottesdienste
- Eucharistiefeiern
- Meditationen (beispielsweise in der Advent- und Fastenzeit)
- Sternwanderungen und Kreuzwege
- das Projekt „Zeltkirche“ im Jahrgang 8
- Tage religiöser Orientierung im Jahrgang 11

Schüler, die Stille suchen, können den Meditationsraum, die Kapelle oder den historischen Klostergarten aufsuchen.

### Arbeitsgemeinschaften
Zum musikalischen Angebot der Angelaschule gehören u. a.
- Bläserklassen
- Big Band
- Blasorchester
- Chor
- Musiktheater (Musical)

In der Bläserklasse erlernen die Schüler in zwei Jahren im Instrumentalunterricht ein neues Musikinstrument. Während des Musikunterrichtes wird im Klassenverband gemeinsam musiziert. Viele Schüler wachsen während ihrer Zeit in der Bläserklasse in die weiterführenden Ensembles.
Aktivitäten der Bläserensembles waren in der Vergangenheit beispielsweise
- Konzertreisen (mit Austauschprogramm) in die USA (2009, 2012 und 2016)
- Teilnahme am Niedersächsischen Orchesterwettbewerb (2011 in Goslar und 2015 in Rotenburg)
- Teilnahme am Deutschen Orchesterwettbewerb (2016 in Ulm)
- Teilnahme an internationalen Wettbewerben (z. B. 2013 in Spanien und 2015 in Prag und Riva del Garda, 2018 erneut in Prag)

- Aufnahmen verschiedener CDs (2008–2013)

Weitere Arbeitsgemeinschaften sind:
- Akrobatik
- AG „Fahrrad-Werkstatt“
- Fußball
- Imker-AG
- „Jugend forscht“ AG
- Rudern
- Ski-Projekt (mit Skifreizeit) in Klasse 8
- Theater-AG
- AG „Unsere Welt“

### Projekte
Ein Schwerpunkt der Schule ist die Teilnahme an verschiedenen Projekten. So ist die Angelaschule in das Comenius-Programm und N-21 eingebunden. Weiter beteiligt sich die Schule am KidS-Projekt (Kommunalpolitik in Schulen), in Zusammenarbeit mit dem Rat der Stadt Osnabrück. Gastprofessoren der Universität Osnabrück begleiten naturwissenschaftliche Unterrichtsprojekte, und die Schüler beteiligen sich an Gemeindeprojekten (GrenzDance).
Außerhalb von Europa betreut die Angelaschule seit 25 Jahren die Partnerschule Miramar in Peru. Diese Schule im Stadtteil San Miguel in Lima wurde 1952 als Armenschule San José mit angeschlossenem Kloster im Stadtbezirk Miramar von deutschen Ursulinen gegründet.
Seit 2013 organisiert das SV-Team der Angelaschule jährlich ein Benefizkonzert, dessen Erlöse teilweise der Armenschule zugutekommen. Hinzu kommen Erlöse der regelmäßigen Sommerfeste und Adventsbazare.

### Umweltschule

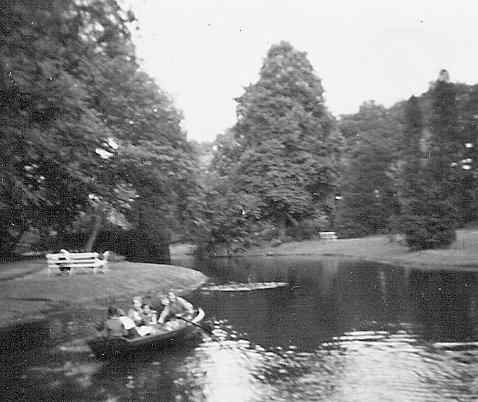
Der Teich im Park der Angelaschule 1957

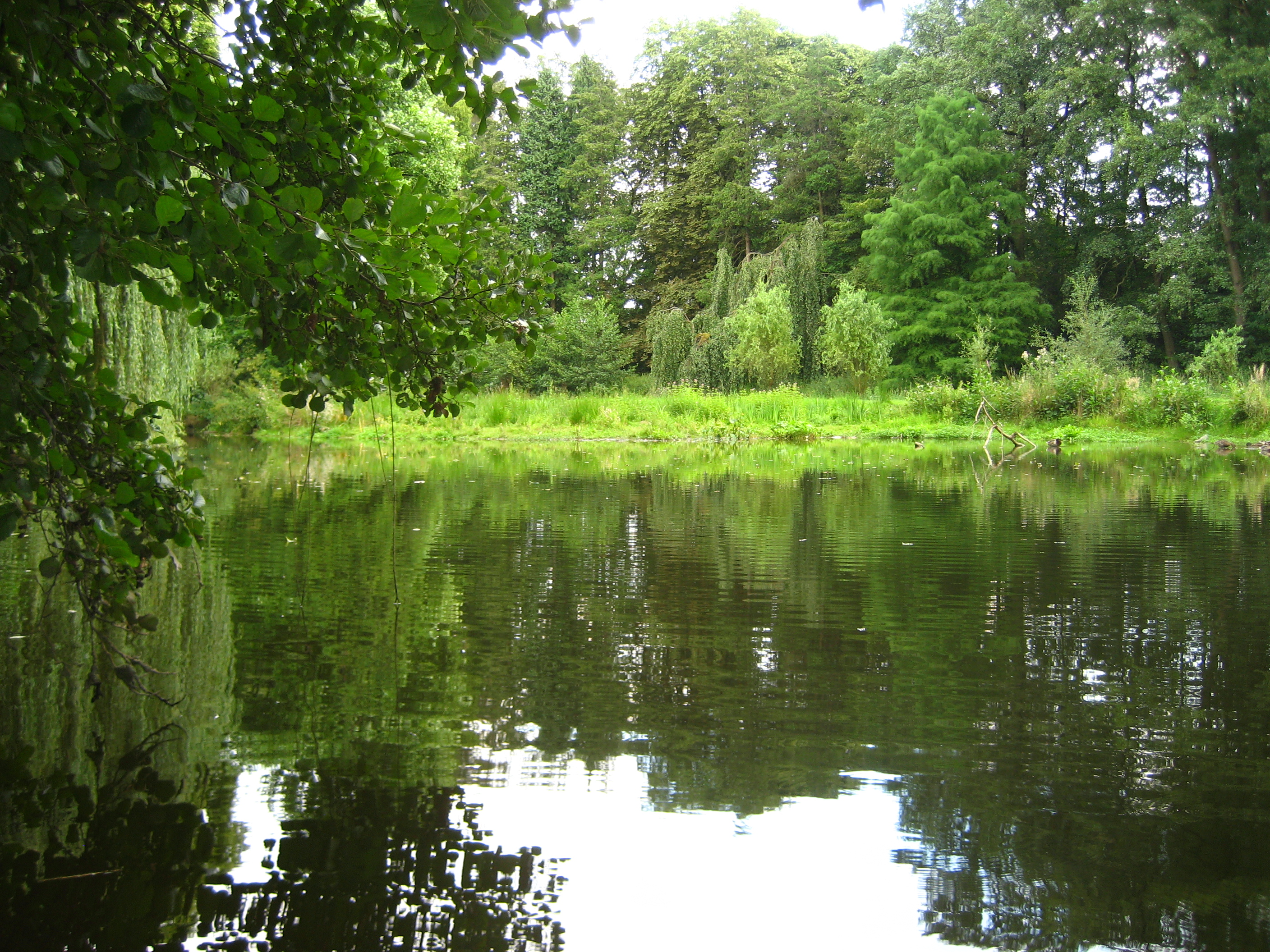
Der See im Park 2009

Seit 2006 wurden der Park, der Schulhof und die Gebäude in einem großangelegten Projekt nach ökologischen Gesichtspunkten umgestaltet, unter Beteiligung der Eltern-, Schüler- und Lehrerinitiativen. Dieses Projekt wurde von der Deutschen Bundesstiftung Umwelt sowie vom Fraunhofer-Institut unterstützt. Wegen ihres großen Engagements wurde der Schulgemeinschaft am 1. Oktober 2007 der Titel Umweltschule in Europa und Agenda 21 Schule verliehen. Darüber hinaus erhielt die Angelaschule die Auszeichnung Eco-Schools-Award.
Seit 2008 ist die Angelaschule Einsatzstelle für freiwillige ökologische Jahre. Ein bis zwei Teilnehmer helfen bei der Umsetzung der Projekte im Rahmen des ökologischen Profils der Schule. Neben dem Verkauf von umweltverträglichen Schulmaterialien in der sogenannten „Ökobutze“ und Hilfen bei der Erhaltung der Natur im Park sind auch umweltpädagogische Aktivitäten mit den Schülerinnen und Schülern möglich.
Ab dem Jahr 2009 erfolgten umfangreiche Sanierungsarbeiten am sogenannten Klassentrakt (Gebäude, in dem die meisten Schüler ihren Klassenraum haben), die vom Bundesministerium für Umwelt und der Deutschen Bundesstiftung Umwelt unterstützt wurden. Die Maßnahmen berücksichtigten in besonderer Weise die Energieeffizienz von Heizung und Isolation und eine ökologische Auswahl der Materialien. Innovative Raumluft- und Lichttechnologie sind eingesetzt worden.

### Schulfahrten
2003 unternahm die gesamte Schulgemeinschaft eine Schulfahrt nach Italien an den Gardasee, um die Wirkungsstätten der heiligen Angela Merici zu besuchen. Weitere Schulfahrten fanden im September/Oktober 2009 sowie 2017 und 2024 statt.

### Wohnungen für Studenten, Schüler und Auszubildende
Da die Angelaschule heute kein Internat mehr ist, werden einige der alten Räumlichkeiten (v. a. im 4. Stock) von der Schule bzw. Ordensschwestern nicht mehr genutzt. Hier ist die Etage mittlerweile mit vier Wohnküchen ausgestattet für insgesamt 35 Bewohnerinnen (möblierte Zimmer).

### Altbau
Der Altbau ist in Gebäudeteile zu schulischen Zwecken (Unterricht, Bibliothek, Konferenzen, …) und zum Leben für die restlichen Ursulinen aufgeteilt, welche der Schule immer mehr ihrer Räumlichkeiten zur Verfügung stellen. Zum Beispiel wurde die „Blaue Küche“ (Klosterküche von St. Angela) stark verkleinert. Hier befindet sich jetzt der neue Teil der Bibliothek.